# Autor
L'autor o autora és el creador d'una obra original(i per tant legalment protegida pels drets d'autor), ja sigui en suport escrit, gràfic o enregistrat. La creació d'una obra d'aquest tipus és un acte d'autoria. Així, un escultor, pintor o compositor és un autor de les seves respectives escultures, pintures o composicions, tot i que en el llenguatge comú, sovint es considera que un autor és l'escriptor d'un llibre, article, obra de teatre o altra obra escrita. En el cas d'una obra de lloguer, "l'empresari o l'encarregat es considera l'autor de l'obra", encara que no hagin escrit ni creat l'obra, sinó que només hagin donat instruccions a una altra persona per fer-ho.

## Història
Històricament la idea d'autor ha canviat quant al seu abast. En la tradició oral de l'antiguitat les històries es consideraven part de la tradició o bé inspirades per déus, els autors materials només en transmetien una versió. Durant segles els autors han quedat en l'anonimat i només a partir de l'Edat moderna i especialment al Romanticisme es va reivindicar el seu paper com a personalitat pròpia capaç d'engendrar una obra única i original.

## Identitat i autoria
L'autor pot usar un pseudònim per amagar la seva identitat o ser desconegut (com en el cas dels anomenats "negres literaris", on una persona famosa passa per l'autora d'una obra, habitualment la seva biografia, que en realitat ha escrit una altra persona). Una obra pot ser escrita per diversos autors alhora, en aquest cas es parla d'autoria col·lectiva (també llibre escrit a quatre mans si hi ha dos autors). Quan l'obra pertany a l'àmbit acadèmic, l'autoria es pot compartir entre els membres de l'equip de recerca o entre l'investigador i els seus superiors i directors.